# Языки Бенина
В Бенине говорят на 54 языках. Из них французский язык является официальным, а все языки коренных народов считаются национальными языками.
Из бенинских языков, фон (гбе) и йоруба являются наиболее важными на юге страны. На крайнем севере, по крайней мере, есть 6 языков коренных народов, включая баатонум (подгруппа вольтской группы, в которой язык моси — главный) и фула.
Французский был введён в колониальном периоде и сохранился в качестве официального языка после обретения независимости.
В образовании для глухих используется американский жестовый язык, введённый глухонемым американским миссионером Эндрю Фостером.
Многоязычный тип общества Бенина характеризуется количеством языков, этно-языкового разнообразия, стратификации использования языка (где официально используется французский и другие языки, используемые в других сферах деятельности), а также тот факт, что многие бенинцы являются полиглотами.
Для записи языков Бенина используется модифицированный вариант латинского алфавита — алфавит для национальных языков Бенина.